# Yance Ford

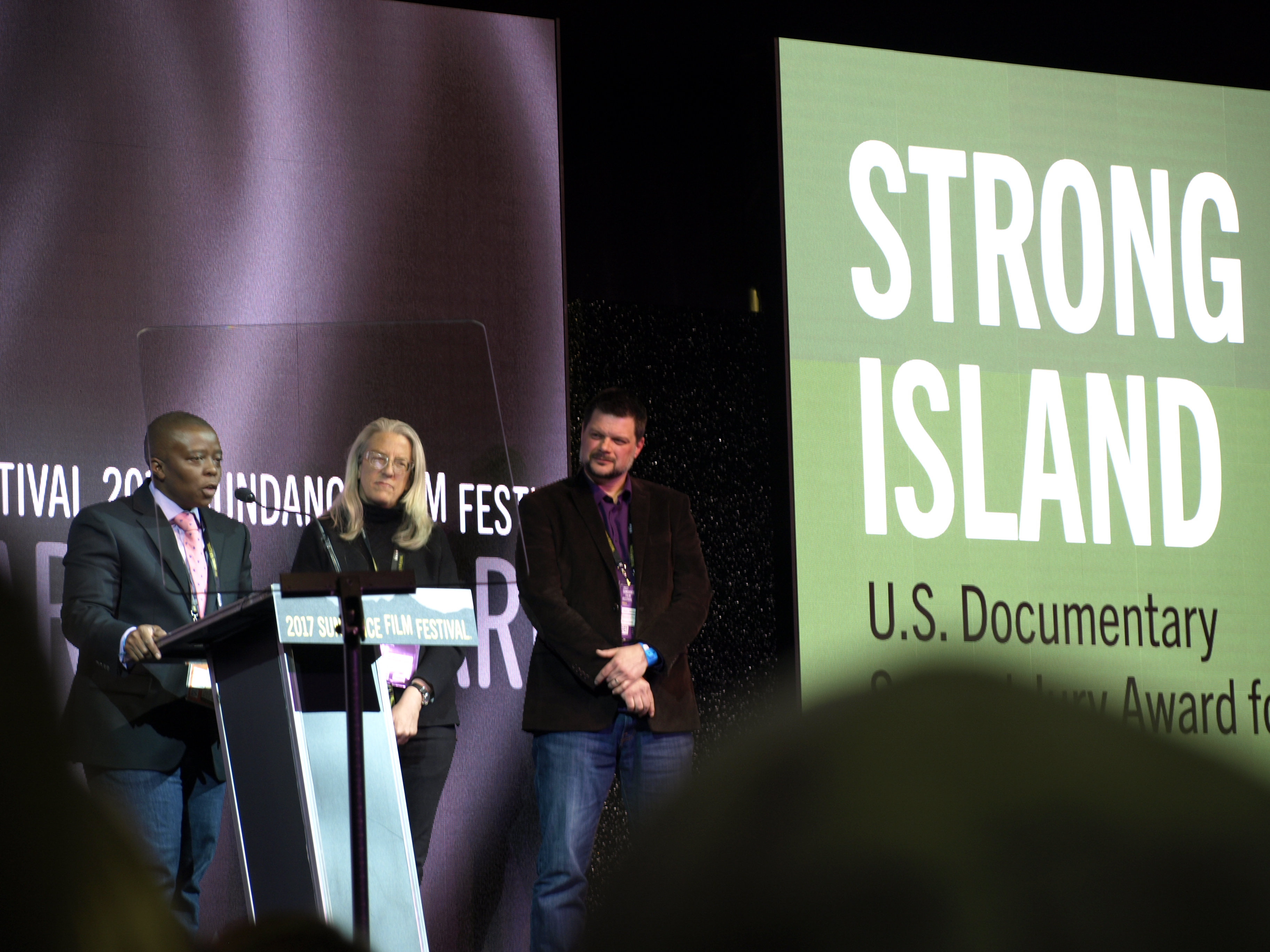
Yance Ford (à gauche) présente son documentaire Strong Island au festival Sundance en 2017.

Yance Ford, né avant 1990 à Long Island (État de New York), est un réalisateur et producteur de cinéma américain.

## Biographie
En 2018, son documentaire Strong Island est nommé aux Oscars. Il devient alors le premier réalisateur transgenre à être nommé dans cette compétition.

## Filmographie
- 2017 : Strong Island